# Blue Tower Plaza

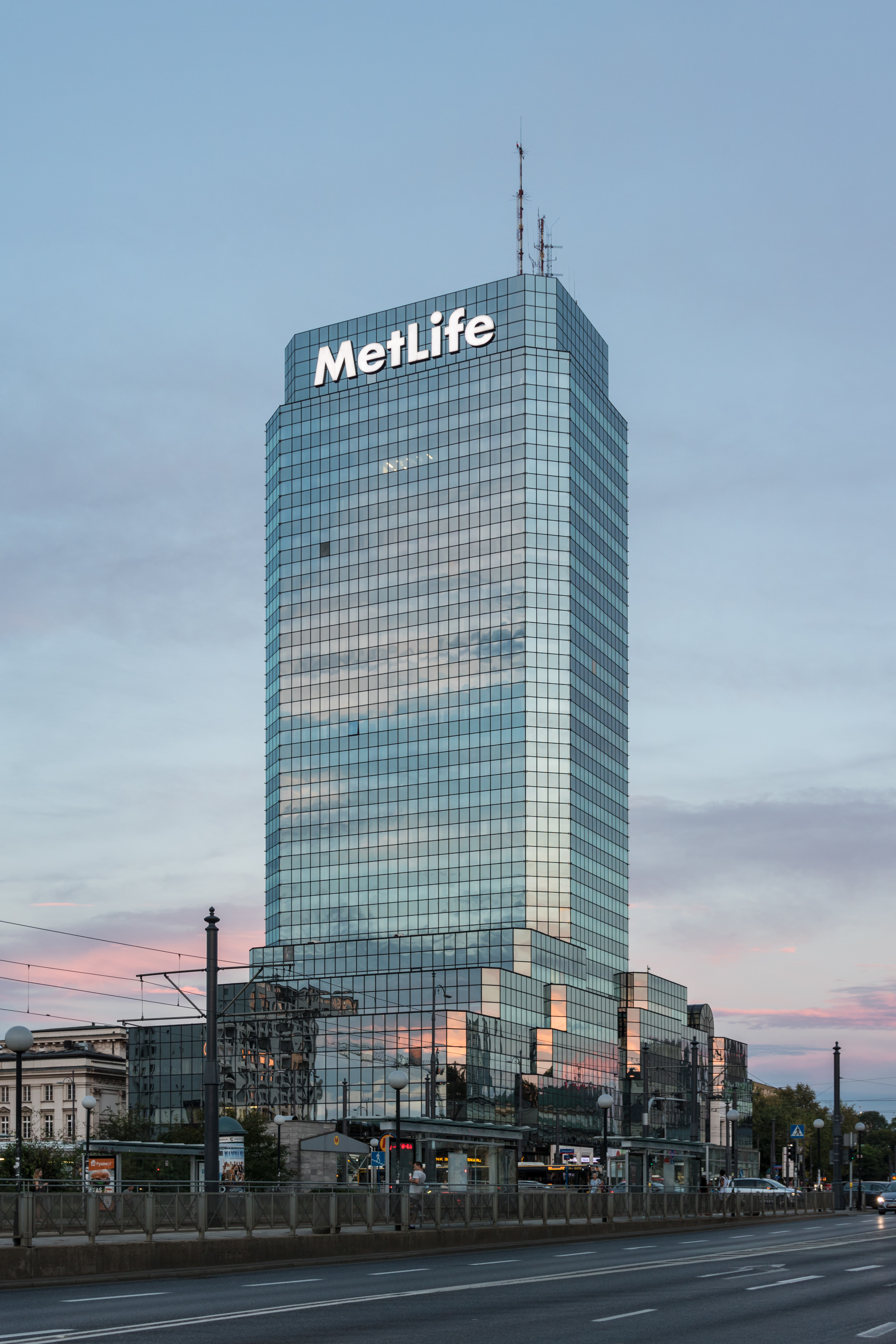

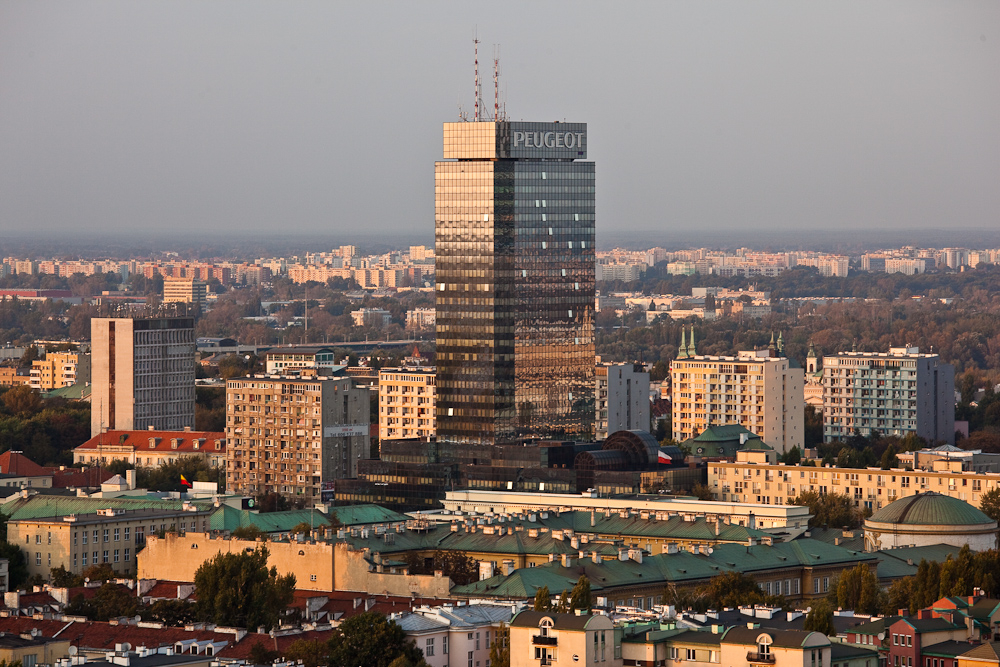

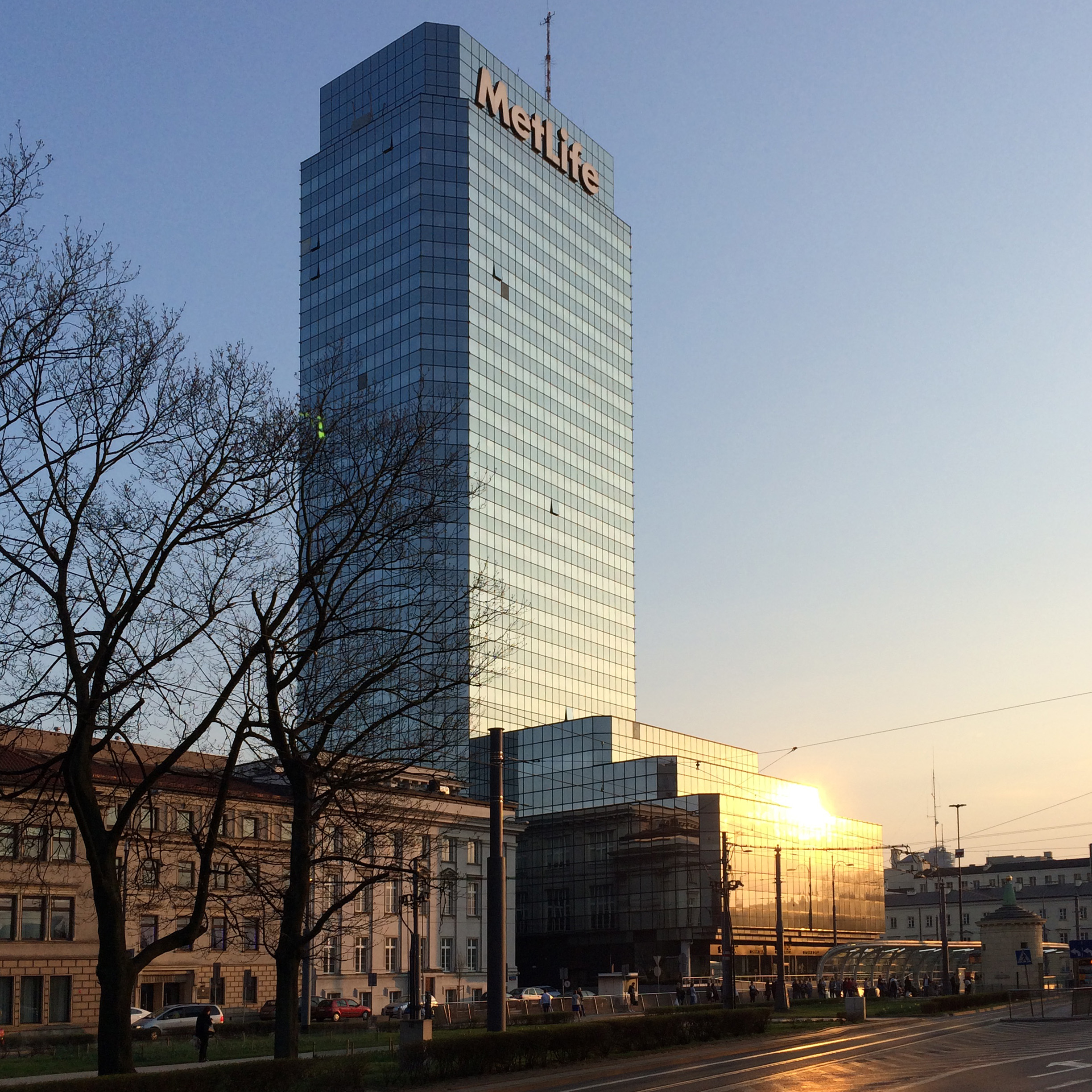
Błękitny Wieżowiec mit Aleja Solidarności im April 2017 von Norden gesehen.

Das Blue Tower Plaza ist ein Bürohochhaus in Warschau. Es ist bei den Warschauern als Błękitny Wieżowiec (Himmelblaues Hochhaus) oder Srebrny Wieżowiec (Silbernes Hochhaus) bekannt und wurde früher (vor Modernisierung der Verkleidung) als  Złocisty oder Złoty Wieżowiec (Goldenes Hochhaus) bezeichnet. Das über einen Zeitraum von 26 Jahren errichtete Gebäude befindet sich an Stelle der nach der Niederschlagung des Ghetto-Aufstandes unter Jürgen Stroop gesprengten Großen Synagoge.

## Lage
Das Hochhaus liegt am Plac Bankowy (Nr. 2) im Innenstadtdistrikt der Stadt. Hier beginnt die Ulica Marszałkowska und kreuzt die Ost-West-Trasse. In dem historischen Stadtteil befinden sich in unmittelbarer Nachbarschaft verschiedene, großteils nach dem Zweiten Weltkrieg wieder aufgebaute, nennenswerte Gebäude: das Arsenal, der Mniszech- und der Blaue Palast, die von der Stadtverwaltung genutzten ehemaligen Paläste des Schatzministers sowie der Regierungskommission für Einkünfte und Finanzen. Ebenfalls in Sichtweite befinden sich das Gebäude der ehemaligen Börse und Nationalbank, das zu einem Büro umgebaute Hotel Saski sowie das moderne Senator-Bürogebäude in der ehemaligen polnischen Nationalbank.
Das Blue Tower Plaza liegt direkt an der Metrostation Ratusz/Arsenal.

## Geschichte
Erste Planungen zu einem Hochhaus wurden bereits in den 1950er Jahren begonnen, doch erst 1965 begannen die Bauarbeiten am Gebäude, das eine Höhe von 80 Metern erreichen sollte. Architekten waren Jerzy Czyż, Andrzej Skopiński und Jan Furman. Zunächst entstand die tragende Stahlkonstruktion, die folgend mit einer Verkleidung aus goldeloxiertem Aluminium und bronzefarbenem Spiegelglas versehen wurde. In diesem Rohbauzustand wurden die Bauarbeiten wegen Problemen mit dem Fundament 1967 eingestellt und das Objekt stand die nächsten Jahre ungenutzt; es erhielt von der Bevölkerung die Bezeichnung des „Goldenen Hochhauses“. Manche Warschauer behaupteten, dass der Fluch eines Rabbis auf dem Objekt laste und es deshalb nie fertiggestellt werden würde. Tatsächlich protestierten jüdische Organisationen gegen den Bau an der Stelle der ehemaligen Synagoge. Nach langem Streit einigten sich die Beteiligten auf den Einbau eines jüdischen Gedenkraumes in den Neubau. 1971 wurde eine modernisierte Version zum Gebäude erarbeitet, die nun eine Erhöhung des Hochhauses auf eine Dachhöhe von 100 Metern vorsah. Ab 1974 wurde an diesem Projekt weitergearbeitet, bis es 1980 erneut zu einem Bauabbruch kam.
Im Jahr 1986 wurden die Bauarbeiten unter Leitung der Architekten Lech Robaczyński und Marzena Leszczynska (Firma Wadeco Sp. z o.o.) wieder aufgenommen. Die Baupläne der Konstruktion waren zwischenzeitlich verloren gegangen und mussten neu erstellt werden. Generalbauunternehmer wurde die jugoslawische Firma Generalexport-Giposs. Die alte Verkleidung wurde gegen eine verspiegelte Ganzglasfassade ausgetauscht. Diese Maßnahme erfolgte, um die mittlerweile erkannte Störung der Skyline der Stadt durch das städtebaulich fraglich platzierte Gebäude abzumildern; tatsächlich fällt es heute dank der den Himmel widerspiegelnden Fassade nicht mehr so deutlich auf. Die Bauarbeiten waren 1991 abgeschlossen. Derzeitiger Eigentümer ist die First Property Sp.z o.o., wesentliche Mieter die Unternehmen Bank Pekao und PKO Bank Polski. Peugeot war lange Zeit mit einem weithin sichtbaren Logo an der Gebäudespitze vertreten; vormals befand sich hier ein Logo des ehemaligen Mieters Sony, inzwischen ist das Logo des Versicherers MetLife an den oberen Etagen angebracht.
Das Hochhaus ist 100 Meter hoch (mit Antenne 120 Meter) und verfügt über 27 oberirdische und 2 unterirdische  Geschosse bei rund 22.500 Quadratmetern Bürofläche. Im mehrgeschossigen, gestuften Gebäudesockel befinden sich kleinere Geschäfte, Restaurants, Bankfilialen und ein Verkaufsraum von Peugeot.